# Paraoxypilus insularis
Paraoxypilus insularis es una especie de mantis de la familia Amorphoscelidae.

## Distribución geográfica
Se encuentra en Australia.